# Ostapkowce
Ostapkowce (ukr. Остапківці, Ostapkiwci) – wieś na Ukrainie, w obwodzie iwanofrankiwskim, w rejonie kołomyjskim.
Pod koniec XIX wieku zachodnia część wsi Ostapkowce nosiła nazwę Czechowa.